# متحف الطفل بالقاهرة
متحف الطفل هو متحف أنشئ عام 1985 في حي مصر الجديدة بالقاهرة على مساحة 1200 متر مربع كجزء من مشروع مشترك مع المتحف البريطاني. وقد شارك في إعداد المتحف خبراء من جميع أنحاء مصر والعالم في جميع المجالات لمساعدة الأطفال.
المتحف الذي تم افتتاحه في يونيو 1996 يحوي في طابقه الثاني تمثالا بالحجم الطبيعي للسيدة سوزان مبارك - صاحبة الفكرة -. وهو إهداء من المتحف البريطاني تكريما لها على أعمالها من أجل الأطفال.
والمتحف عبارة عن مركز تعليمي وترويحي يقدم المعلومات والخدمات التي تكمل التعليم المدرسي ويهدف المتحف إلي تعريف الأطفال المصريين بالظواهر التاريخية الطبيعية وعلاقتها بالبيئة الطبيعية الثقافية المصرية، ويهدف المتحف أيضا إلي رفع مستوي الفهم وحب الطبيعة والاهتمام بحمايتها والحفاظ عليها لدي زواره.